# Campeonato NORCECA de Voleibol Femenino de 2017
El Campeonato NORCECA de Voleibol Femenino 2017, también conocido como Clasificatorio NORCECA al Campeonato Mundial de Voleibol Femenino de 2018  fue la XXV edición del máximo torneo de selecciones femeninas de voleibol pertenecientes a la Confederación de Norteamérica, Centroamérica y el Caribe de Voleibol (NORCECA), se llevó a cabo en dos fechas, del 28 al 30 de septiembre y del 13 al 15 de octubre de 2017 en tres ciudades,  Santo Domingo, República Dominicana, Langley, Canadá y Couva, Trinidad y Tobago.
Los dos mejores equipos de cada grupo se clasificaron para el Campeonato Mundial de Voleibol Femenino de 2018

## Equipos participantes
Las 6 mejores selecciones del ranking NORCECA clasificaron directamente, excepto Estados Unidos, ya clasificado al Mundial por ser el actual Campeón. Otras 6 selecciones se clasificaron mediante clasificación zonal.
| Calificación directa | Calificación directa | Calificación Zonal | Calificación Zonal | Calificación Zonal |
| -------------------- | -------------------- | ------------------ | ------------------ | ------------------ |
| NORCECA Ranking      | Rep. Dominicana      | CAZOVA             | Trinidad y Tobago  |                    |
| NORCECA Ranking      | Puerto Rico          | CAZOVA             | Jamaica            |                    |
| NORCECA Ranking      | Cuba                 | ECVA               | Santa Lucía        |                    |
| NORCECA Ranking      | Canadá               | ECVA               | Dominica           |                    |
| NORCECA Ranking      | México               | AFECAVOL           | Nicaragua          |                    |
| NORCECA Ranking      | Costa Rica           | AFECAVOL           | Guatemala          |                    |

### Grupos
| Grupo A              | Grupo B     | Grupo C           |
| -------------------- | ----------- | ----------------- |
| República Dominicana | Canadá      | Trinidad y Tobago |
| Puerto Rico          | Cuba        | México            |
| Guatemala            | Nicaragua   | Costa Rica        |
| Jamaica              | Santa Lucía | Dominica          |

## Ronda final

### Grupo A
- Del 13 al 15 de octubre
- Sede:  Palacio de Voleibol

- Todos los horarios corresponden a la hora de Santo Domingo, República Dominicana ( UTC-04:00 )

|  | Calificadas para el Campeonato Mundial de Voleibol Femenino de 2018 |

|     |                 | Partidos | Partidos | Partidos |     | Sets | Sets | Sets  | Puntos | Puntos | Puntos |
| Pos | Equipo          | PJ       | PG       | PP       | Pts | SG   | SP   | Ratio | PG     | PP     | Ratio  |
| --- | --------------- | -------- | -------- | -------- | --- | ---- | ---- | ----- | ------ | ------ | ------ |
| 1.º | Rep. Dominicana | 3        | 3        | 0        | 15  | 9    | 0    | MAX   | 226    | 116    | 1.948  |
| 2.º | Puerto Rico     | 3        | 2        | 1        | 10  | 6    | 3    | 2.000 | 210    | 151    | 1.390  |
| 3.º | Jamaica         | 3        | 1        | 2        | 5   | 3    | 6    | 0.500 | 140    | 212    | 0.660  |
| 4.º | Guatemala       | 3        | 0        | 3        | 0   | 0    | 9    | 0.000 | 128    | 225    | 0.568  |

| Fecha         | Hora  | Equipo 1        | Sets  | Equipo 2        | Set 1 | Set 2 | Set 3 | Set 4 | Set 5 | Total |
| ------------- | ----- | --------------- | ----- | --------------- | ----- | ----- | ----- | ----- | ----- | ----- |
| 13 de octubre | 17:00 | Puerto Rico     | 3 : 0 | Jamaica         | 25-8  | 25-10 | 25-17 |       |       | 75-35 |
| 13 de octubre | 19:30 | Rep. Dominicana | 3 : 0 | Guatemala       | 25-7  | 25-7  | 25-11 |       |       | 75-25 |
| 14 de octubre | 17:00 | Guatemala       | 0 : 3 | Puerto Rico     | 11-25 | 16-25 | 13-25 |       |       | 40-75 |
| 14 de octubre | 19:30 | Jamaica         | 0 : 3 | Rep. Dominicana | 14-25 | 11-25 | 6-25  |       |       | 31-75 |
| 15 de octubre | 16:00 | Guatemala       | 3 : 0 | Jamaica         | 25-23 | 25-19 | 25-20 |       |       | 75-62 |
| 15 de octubre | 19:30 | Rep. Dominicana | 3 : 0 | Puerto Rico     | 26-24 | 25-21 | 25-15 |       |       | 75-60 |

### Grupo B
- Del 28 al 30 de septiembre
- Sede:  Langley Events Centre

- Todos los horarios corresponden a la hora de Langley, Canadá ( UTC-07:00 )

|  | Calificadas para el Campeonato Mundial de Voleibol Femenino de 2018 |

|     |             | Partidos | Partidos | Partidos |     | Sets | Sets | Sets  | Puntos | Puntos | Puntos |
| Pos | Equipo      | PJ       | PG       | PP       | Pts | SG   | SP   | Ratio | PG     | PP     | Ratio  |
| --- | ----------- | -------- | -------- | -------- | --- | ---- | ---- | ----- | ------ | ------ | ------ |
| 1.º | Canadá      | 3        | 3        | 0        | 15  | 9    | 0    | MAX   | 225    | 111    | 2.027  |
| 2.º | Cuba        | 3        | 2        | 1        | 10  | 6    | 3    | 2.000 | 206    | 135    | 1.525  |
| 3.º | Nicaragua   | 3        | 1        | 2        | 5   | 3    | 6    | 0.500 | 172    | 186    | 0.763  |
| 4.º | Santa Lucía | 3        | 0        | 3        | 0   | 0    | 9    | 0.000 | 84     | 225    | 0.373  |

| Fecha            | Hora  | Equipo 1    | Sets  | Equipo 2    | Set 1 | Set 2 | Set 3 | Set 4 | Set 5 | Total |
| ---------------- | ----- | ----------- | ----- | ----------- | ----- | ----- | ----- | ----- | ----- | ----- |
| 28 de septiembre | 17:30 | Cuba        | 3 : 0 | Nicaragua   | 25-8  | 25-9  | 25-19 |       |       | 75-36 |
| 28 de septiembre | 20:00 | Canadá      | 3 : 0 | Santa Lucía | 25-8  | 25-8  | 25-8  |       |       | 75-24 |
| 29 de septiembre | 17:30 | Cuba        | 3 : 0 | Santa Lucía | 25-6  | 25-6  | 25-12 |       |       | 75-24 |
| 29 de septiembre | 20:00 | Canadá      | 3 : 0 | Nicaragua   | 25-13 | 25-10 | 25-8  |       |       | 75-31 |
| 30 de septiembre | 17:30 | Santa Lucía | 0 : 3 | Nicaragua   | 12-25 | 11-25 | 13-25 |       |       | 36-75 |
| 30 de septiembre | 20:00 | Canadá      | 3 : 0 | Cuba        | 25-18 | 25-15 | 25-23 |       |       | 75-56 |

### Grupo C
- Del 13 al 15 de octubre
- Sede:  National Cycling Centre

- Todos los horarios corresponden a la hora de Couva, Trinidad y Tobago ( UTC-04:00 )

|  | Calificadas para el Campeonato Mundial de Voleibol Femenino de 2018 |

|     |                   | Partidos | Partidos | Partidos |     | Sets | Sets | Sets  | Puntos | Puntos | Puntos |
| Pos | Equipo            | PJ       | PG       | PP       | Pts | SG   | SP   | Ratio | PG     | PP     | Ratio  |
| --- | ----------------- | -------- | -------- | -------- | --- | ---- | ---- | ----- | ------ | ------ | ------ |
| 1.º | México            | 3        | 3        | 0        | 13  | 9    | 2    | 4.500 | 260    | 184    | 1.413  |
| 2.º | Trinidad y Tobago | 3        | 2        | 1        | 12  | 8    | 3    | 2.666 | 252    | 199    | 1.266  |
| 3.º | Costa Rica        | 3        | 1        | 2        | 5   | 3    | 6    | 0.500 | 187    | 190    | 0.984  |
| 4.º | Dominica          | 3        | 0        | 3        | 0   | 0    | 9    | 0.000 | 99     | 225    | 0.440  |

| Fecha         | Hora  | Equipo 1          | Sets  | Equipo 2          | Set 1 | Set 2 | Set 3 | Set 4 | Set 5 | Total   |
| ------------- | ----- | ----------------- | ----- | ----------------- | ----- | ----- | ----- | ----- | ----- | ------- |
| 13 de octubre | 17:00 | México            | 3 : 0 | Costa Rica        | 25-16 | 25-18 | 25-21 |       |       | 75-55   |
| 1 de octubre  | 19:00 | Trinidad y Tobago | 3 : 0 | Dominica          | 25-16 | 25-7  | 25-9  |       |       | 75-32   |
| 14 de octubre | 17:00 | Dominica          | 0 : 3 | México            | 7-25  | 13-25 | 7-25  |       |       | 27-75   |
| 14 de octubre | 19:00 | Costa Rica        | 0 : 3 | Trinidad y Tobago | 19-25 | 16-25 | 22-25 |       |       | 57-75   |
| 15 de octubre | 17:00 | Dominica          | 0 : 3 | Costa Rica        | 14-25 | 13-25 | 13-25 |       |       | 40-75   |
| 15 de octubre | 19:00 | Trinidad y Tobago | 2 : 3 | México            | 21-25 | 22-25 | 25-23 | 25-22 | 9-15  | 102-110 |

## Distinciones individuales
| Categoría                   | Grupo A                               | Grupo B                          | Grupo C                         |
| --------------------------- | ------------------------------------- | -------------------------------- | ------------------------------- |
| Jugadora Más Valiosa (MVP)  | Brenda Castillo                       | Alexa Gray                       | Samantha Bricio                 |
| Mejor colocadora / armadora | Natalia Valentín                      | Cry Megan                        | Sashiko Sanay                   |
| Mejor punta / receptora     | Brayelin Martínez Bethania de la Cruz | Sulian Matienzo Amalia Hernández | Channon Thompson Darlene Ramdin |
| Mejor central / media       | Annerys Vargas Astrid González        | Daymara Lescay Laura Suárez      | Sinead Jack Johanna Gamboa      |
| Mejor atacante opuesta      | Gina Mambrú                           | Alexa Gray                       | Krystle Esdelle                 |
| Mejor líbero                | Brenda Castillo                       | Emily Borrel                     | Lizeth López                    |
| Mejor receptora             | Brenda Castillo                       | Kyla Rickey                      | Lizeth López                    |
| Mejor defensa               | Brenda Castillo                       | Kristen Moncks                   | Afesha Olton                    |
| Mejor servicio              | Yonkaira Peña                         | Marie-Alex Bélanger              | Channon Thompson                |
| Mayor anotadora             | Daly Santana (35 pts)                 | Alexa Gray (35 pts)              | Channon Thompson (54 pts)       |

## Clasificadas alCampeonato Mundial de Voleibol Femenino de 2018
| Cuba | Canadá | Puerto Rico |

| República Dominicana | Trinidad y Tobago | México |